# Cimber Sterling

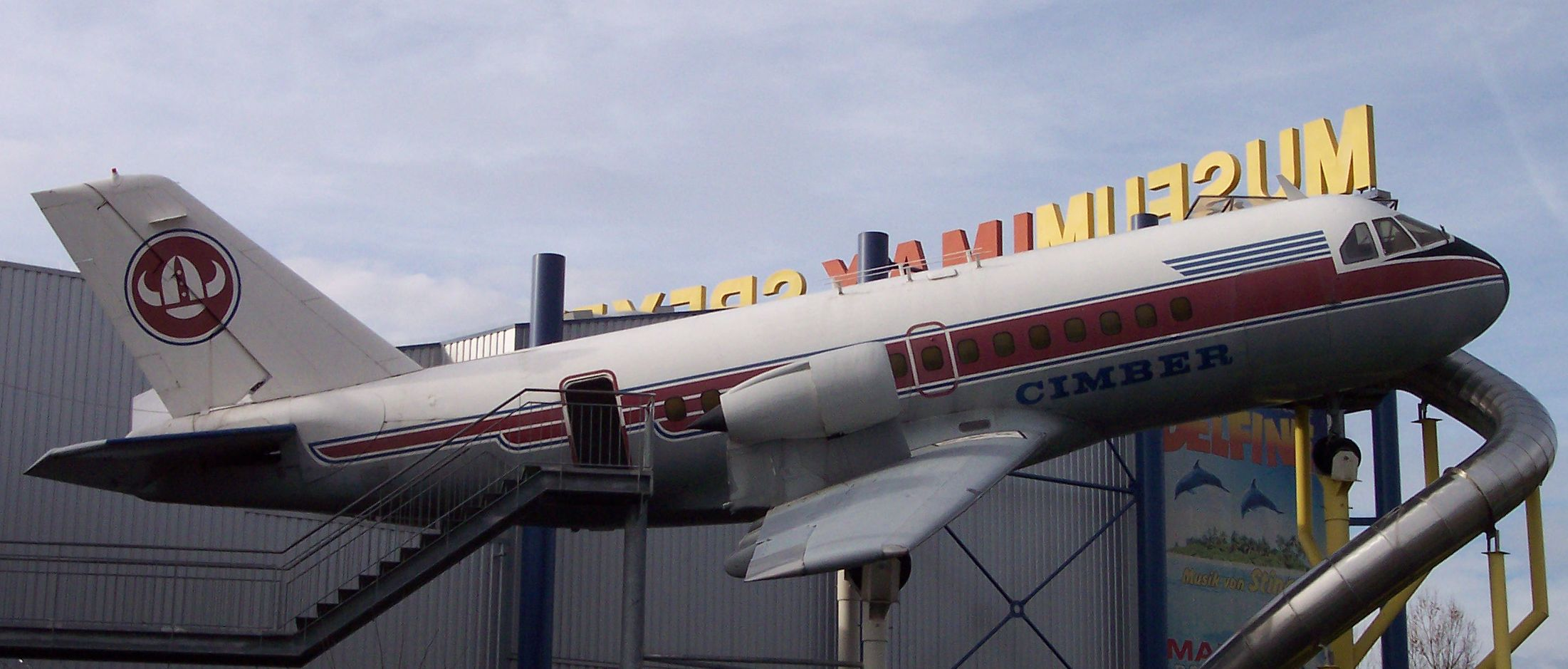
VFW-Fokker 614 авиакомпании Cimber Air

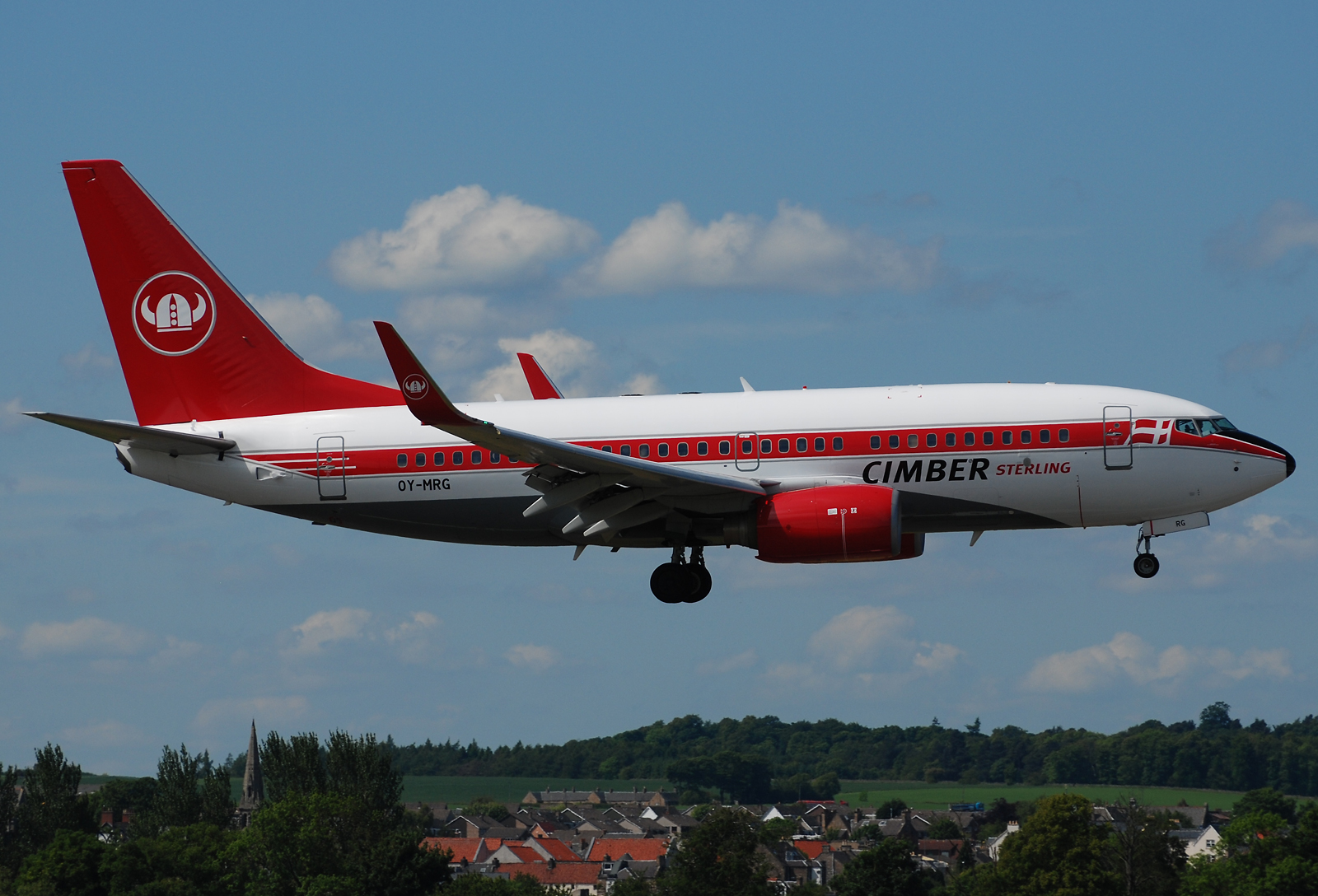
Boeing 737-7L9

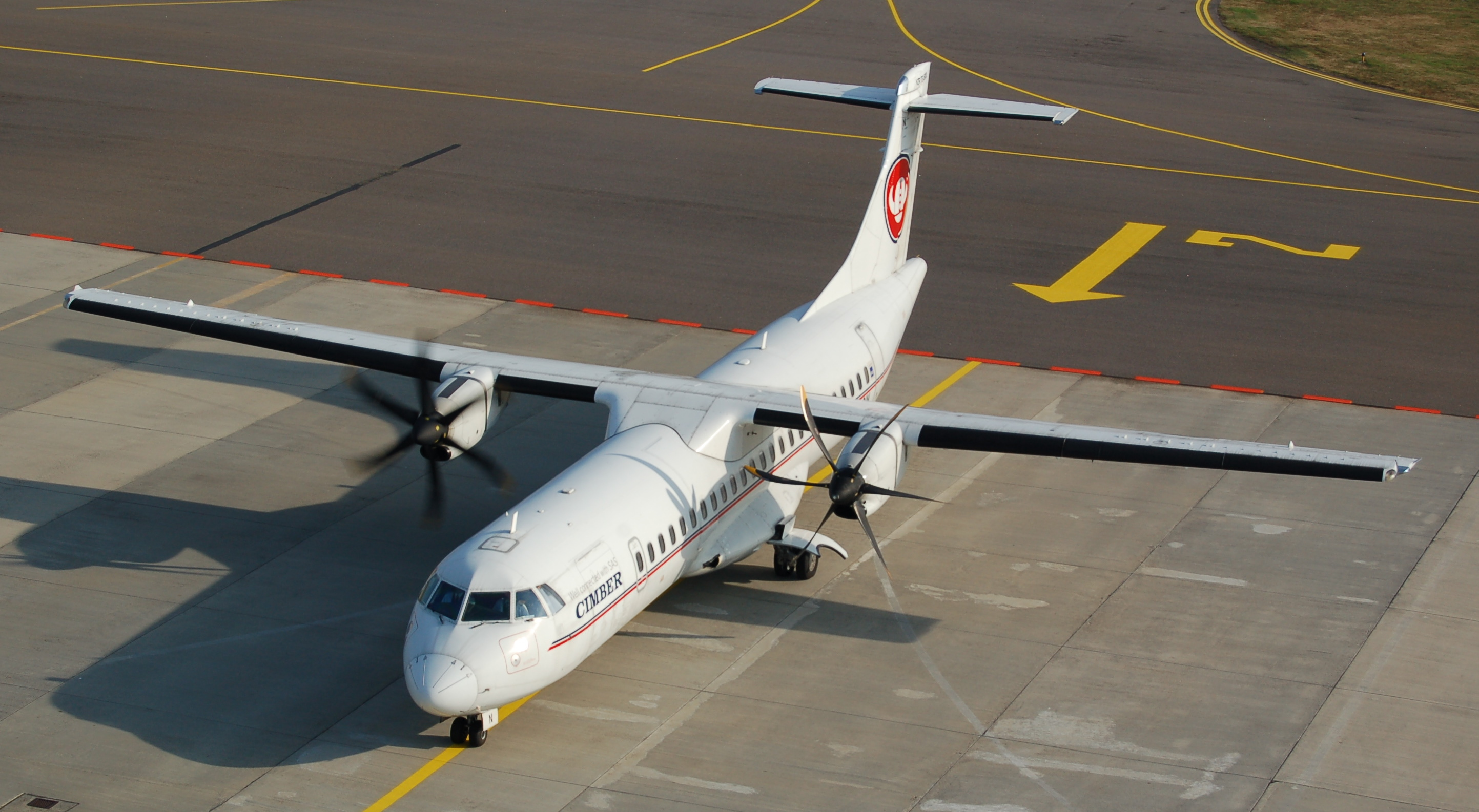
ATR 72-500 авиакомпании Cimber Air в аэропорту Борнхольма

Cimber Sterling, также известная как Cimber Air, — бывшая датская авиакомпания со штаб-квартирой в Сённерборге, осуществляла регулярные пассажирские авиаперевозки внутри страны и за её пределами. Партнёр флагманских авиакомпаний Scandinavian Airlines (SAS) и Lufthansa.
Основными транзитными узлами Cimber Sterling являлись аэропорт Копенгагена и аэропорт Биллунна, дополнительным — аэропорт Ольборга .

## История
Авиакомпания Cimber Air была основана лётчиком Ингольфом Нильсеном 1 августа 1950 года и начала операционную деятельность к концу того же года. Компания являлась одним из немногих коммерческих перевозчиков, имевших в своём флоте реактивные самолёты регионального класса VFW-Fokker 614, а также эксплуатировала лайнеры Nord 262 и турбовинтовые Grumman Gulfstream I на регулярных пассажирских маршрутах. В мае 1998 года авиакомпания Scandinavian Airlines System приобрела 26% собственности Cimber Air, после чего оба перевозчика подписали код-шеринговое соглашение о совместных рейсах. В марте 2003 года SAS реализовала купленную собственность управляющей компании «Cimber Air Holding».
3 декабря 2008 года Cimber Air выкупила часть авиакомпании Sterling Airlines, которая объявила о собственном банкротстве 29 октября того же года. После завершения процедуры слияния обоих перевозчиков новая авиакомпания получила официальное название Cimber Sterling, начав коммерческую деятельность 7 января 2009 года. Авиакомпания продлила лизинг самолётов, ранее эксплуатировавшихся в Sterling Airlines, и, несмотря на то, что в договоре о приобретении перевозчика не значилось пункта о переводе персонала на работу в новую компанию, Cimber Sterling пригласила весь персонал в штат на перезаключение трудовых соглашений.
В марте 2007 года Cimer Sterling была полностью выкуплена холдингом Cimber Air Holding, к этому времени в штате компании работало 368 сотрудников. В 2009 году авиакомпания стала акционерным обществом, разместив собственные акции на Копенгагенской фондовой бирже.
В июне 2011 года кипрский офшор Mansvell Enterprises, контролируемый украинским миллиардером Игорем Коломойским, объявил о приобретении 66,7% акций авиакомпании Cimber Sterling за 31,28 млн долларов США.
Утром 3 мая 2012 года компания Cimber Sterling отменила все рейсы и подала заявление о банкротстве.

## Флот
По состоянию на 5 апреля 2011 года воздушный флот авиакомпании Cimber Sterling составляли следующие самолёты: